# Eliminacje do Mistrzostw Europy w Piłce Nożnej 2008 (strzelcy)
Oto lista zdobytych bramek w eliminacjach do Mistrzostw Europy w Piłce Nożnej 2008 przez daną reprezentację. Lista aktualna na dzień 21 listopada 2007 po ostatnich meczach eliminacji.

## Albania
5 goli
- Edmond Kapllani

2 gole
- Ervin Skela

1 gol
- Erjon Bogdani
- Dbatik Curri
- Besnik Hasi
- Altin Haxhi

Gol samobójczy
- Radostin Kisziszew

## Andora
1 gol
- Juli Fernández
- Fernando Silva

## Anglia
5 goli
- Peter Crouch

4 gole
- Michael Owen

3 gole
- Steven Gerrard

2 gole
- Jermain Defoe
- Wayne Rooney
- Shaun Wright-Phillips

1 gol
- Joe Cole
- Rio Ferdinand
- Frank Lampard
- David Nugent
- Micah Richards

Gol samobójczy
- Taavi Rähn

## Armenia
2 gole
- Robert Arzumanian

1 gol
- Sarkis Howsepian
- Hamlet Mychitarian

## Azerbejdżan
1 gol
- Makhmud Gurbonov
- Emin Imamaliev
- André Ladaga
- Vugar Nadyrov
- Branimir Subašić

## Białoruś
4 gole
- Maksim Ramaszczanka

3 gole
- Siergiej Kornilenko
- Wital Kutuzau

2 gole
- Timofiej Kałaczow
- Uładzimir Karyćka

1 gol
- Wital Bułyha
- Denis Kowba
- Raman Wasiluk

## Belgia
4 gole
- Moussa Dembélé

2 gole
- Karel Geraerts
- Kevin Mirallas

1 gol
- Daniel Van Buyten
- Marouane Fellaini
- Luigi Pieroni
- Timmy Simons
- Wesley Sonck
- Kevin Vandenbergh

## Bośnia i Hercegowina
4 gole
- Zvjezdan Misimović
- Zlatan Muslimović

2 gole
- Mirko Hrgović

1 gol
- Sergej Barbarez
- Mladen Bartolović
- Adnan Čustović
- Edin Džeko
- Ivica Grlić
- Vedad Ibišević

## Bułgaria
6 goli
- Dimityr Berbatow
- Martin Petrow

1 gol
- Błagoj Georgiew
- Waleri Bożinow
- Welizar Dimitrow
- Czawdar Jankow
- Dimityr Tełkijski
- Aleksandyr Tunczew

## Chorwacja
10 goli
- Eduardo da Silva

7 goli
- Mladen Petrić

3 gole
- Darijo Srna

2 gole
- Niko Kranjčar

1 gol
- Boško Balaban
- Ivan Klasnić
- Luka Modrić
- Ivica Olić
- Ivan Rakitić

Gol samobójczy
- Gary Neville

## Cypr
5 goli
- Janis Okas

3 gole
- Efstatios Aloneftis
- Konstandinos Charalambidis

2 gole
- Michalis Konstandinu

1 gol
- Aleksandros Garpozis
- Constantinos Makrides
- Stelios Okkarides
- Jasumis Jasumi

## Czechy
6 goli
- Jan Koller

3 gole
- Milan Baroš
- Libor Sionko

2 gole
- Marek Jankulovski
- Marek Kulič
- David Lafata
- Tomáš Rosický

1 gol
- Zdeněk Grygera
- David Jarolím
- Radoslav Kováč
- Marek Matějovský
- Jaroslav Plašil
- Jan Polák
- Daniel Pudil

## Dania
8 goli
- Jon Dahl Tomasson*

4 gole
- Dennis Rommedahl

2 gole
- Nicklas Bendtner
- Michael Gravgaard
- Morten Nordstrand

1 gol
- Daniel Agger *
- Leon Andreasen *
- Daniel Jensen
- Thomas Kahlenberg
- Martin Laursen
- Ulrik Laursen

(*) Zawodnicy, którzy strzelili bramki w anulowanym meczu Dania-Szwecja.

## Estonia
2 gole
- Raio Piiroja

1 gol
- Joel Lindpere
- Andres Oper
- Indrek Zelinski

## Finlandia
3 gole
- Jari Litmanen

2 gole
- Aleksiej Eremenko Jr.
- Jonatan Johansson

1 gol
- Sami Hyypiä
- Mikael Forssell
- Shefki Kuqi
- Mika Nurmela
- Teemu Tainio
- Mika Väyrynen

## Francja
6 goli
- Thierry Henry

4 gole
- Nicolas Anelka

3 gole
- Sidney Govou

2 gole
- Karim Benzema
- Louis Saha
- David Trezeguet

1 gol
- Hatem Ben Arfa
- Florent Malouda
- Samir Nasri
- Franck Ribéry
- Jérôme Rothen

Gol samobójczy
- Malchaz Asatiani

## Grecja
5 goli
- Teofanis Gekas

3 gole
- Angelos Basinas
- Angelos Charisteas
- Sotiris Kirjakos
- Nikolaos Limberopulos

2 gole
- Janis Amanatidis
- Kostas Katsuranis

1 gol
- Christos Patsadzoglu
- Jorgos Samaras
- Jurkas Seitaridis

Gol samobójczy
- Vilmos Vanczák

## Gruzja
5 goli
- Szota Arweladze

3 gole
- Aleksandre Iaszwili
- Dawit Siradze

1 gol
- Giorgi Demetradze
- Lewan Kobiaszwili
- Lewan Mczedlidze
- Dawit Mudżiri
- Giorgi Szasziaszwili

## Hiszpania
7 goli
- David Villa

4 gole
- Xavi Hernández

3 gole
- Andrés Iniesta

2 gole
- Sergio Ramos
- Fernando Torres

1 gol
- Joan Capdevila
- Luis García
- Fernando Morientes
- Albert Riera
- Raúl Tamudo

## Holandia
4 gole
- Robin van Persie

2 gole
- Ruud van Nistelrooy
- Wesley Sneijder

1 gol
- Giovanni van Bronckhorst
- Klaas-Jan Huntelaar
- Danny Koevermans
- Dirk Kuijt
- Joris Mathijsen
- Wesley Sneijder
- Rafael van der Vaart

Gol samobójczy
- Arjan Beqaj

## Irlandia
4 gole
- Kevin Doyle
- Stephen Ireland
- Robbie Keane

2 gole
- Kevin Kilbane

1 gol
- Richard Dunne
- Steve Finnan
- Andy Reid

## Irlandia Północna
13 goli
- David Healy

2 gole
- Kyle Lafferty

1 gol
- Warren Feeney
- Grant McCann

## Islandia
3 gole
- Eiður Guðjohnsen

1 gol
- Ármann Smári Björnsson
- Brynjar Gunnarsson
- Emil Hallfreðsson
- Hermann Hreiðarsson
- Gunnar Heiðar Þorvaldsson
- Arnar Viðarsson

Gol samobójczy
- Keith Gillespie

## Izrael
6 goli
- Roberto Colautti

2 gole
- Eljaniw Barda
- Josi Benajun
- Amit Ben-Shushan
- Ben Sahar
- Toto Tamuz

1 gol
- Szimon Gerszon
- Omer Golan
- Barak Jicchaki
- Iddan Tal

## Kazachstan
5 goli
- Dmitrij Biakow

2 gole
- Rusłan Bałtijew

1 gol
- Kajrat Äszyrbeko
- Siergiej Ostapenko
- Samat Smakow
- Nurboł Żumaskalijew

## Liechtenstein
4 gole
- Mario Frick

2 gole
- Thomas Beck

1 gol
- Franz Burgmeier
- Raphael Rohrer

Gol samobójczy
- Dzintars Zirnis

## Litwa
4 gole
- Tomas Danilevičius

2 gole
- Audrius Kšanavičius

1 gol
- Edgaras Jankauskas
- Darius Miceika
- Saulius Mikoliūnas
- Mantas Savėnas
- Andrius Skerla

## Luksemburg
1 gol
- Alphonse Leweck
- Chris Sagramola

## Łotwa
5 goli
- Māris Verpakovskis

3 gole
- Juris Laizāns

2 gole
- Ģirts Karlsons
- Aleksejs Višņakovs

1 gol
- Kaspars Gorkšs
- Oskars Kļava

Gol samobójczy
- Christopher Baird

## Macedonia
3 gole
- Iłczo Naumoski
- Goce Sedłoski

2 gole
- Goran Maznow
- Goran Pandew

1 gol
- Nikołcze Noweskii
- Aco Stojkow

## Malta
3 gole
- Michael Mifsud
- André Schembri

1 gol
- George Mallia
- Jamie Pace
- Brian Said
- Terence Scerri

## Mołdawia
4 gole
- Viorel Frunză

3 gole
- Igor Bugaev

2 gole
- Serghei Rogaciov

1 gol
- Serghei Alexeev
- Alexandru Epureanu
- Nicolae Josan

## Niemcy
8 goli
- Lukas Podolski

5 goli
- Miroslav Klose

4 gole
- Thomas Hitzlsperger

3 gole
- Michael Ballack
- Kevin Kurányi
- Bastian Schweinsteiger

2 gole
- Clemens Fritz
- Mario Gómez

1 gol
- Manuel Friedrich
- Torsten Frings
- Marcell Jansen
- Bernd Schneider

Gol samobójczy
- Ján Ďurica

## Norwegia
7 goli
- Steffen Iversen

4 gole
- John Carew

2 gole
- Erik Hagen
- Morten Gamst Pedersen
- John Arne Riise
- Ole Gunnar Solskjær
- Fredrik Strømstad

1 gol
- Martin Andresen
- Daniel Braaten
- Simen Brenne
- Kristofer Hæstad
- Thorstein Helstad
- Bjørn Helge Riise

## Polska
9 goli
- Euzebiusz Smolarek

4 gole
- Jacek Krzynówek

3 gole
- Radosław Matusiak

1 gol
- Jacek Bąk
- Dariusz Dudka
- Łukasz Garguła
- Przemysław Kaźmierczak
- Mariusz Lewandowski
- Wojciech Łobodziński
- Rafał Murawski
- Maciej Żurawski

## Portugalia
8 goli
- Cristiano Ronaldo

3 gole
- Nuno Gomes
- Simão Sabrosa

2 gole
- Hugo Almeida

1 gol
- Bruno Alves
- Ricardo Carvalho
- Ariza Makukula
- Maniche
- Tiago Mendes
- Nani
- Hélder Postiga
- Ricardo Quaresma

## Rosja
5 goli
- Aleksandr Kierżakow

3 gole
- Andriej Arszawin
- Dmitrij Syczow

2 gole
- Władimir Bystrow
- Roman Pawluczenko

1 gol
- Wasilij Bieriezucki
- Dinijar Bilaletdinow
- Pawieł Pogriebniak

## Rumunia
6 goli
- Adrian Mutu

5 goli
- Ciprian Marica

4 gole
- Nicolae Dică

2 gole
- Cosmin Contra
- Dorin Goian
- Daniel Niculae
- Gabriel Tamaș

1 gol
- Bănel Nicoliță
- Florentin Petre
- Laurențiu Roșu

## San Marino
1 gol
- Mauro Marani
- Andy Selva

## Serbia
7 goli
- Nikola Žigić

4 gole
- Danko Lazović

3 gole
- Boško Janković

2 gole
- Zdravko Kuzmanović

1 gol
- Branislav Ivanović
- Milan Jovanović
- Milan Smiljanić
- Dejan Stanković
- Duško Tošić

Gol samobójczy
- Siergiej Ostapenko

## Słowacja
6 goli
- Marek Mintál

3 gole
- Marek Čech
- Martin Škrtel

2 gole
- Marek Hamšík
- Filip Hološko
- Miroslav Karhan
- Filip Šebo
- Stanislav Šesták
- Róbert Vittek

1 gol
- Ján Ďurica
- Martin Jakubko
- Maroš Klimpl
- Ľubomír Michalík
- Marek Sapara
- Dušan Švento
- Stanislav Varga

Gole samobójcze
- Michal Kadlec
- Christoph Metzelder

## Słowenia
4 gole
- Klemen Lavrič

2 gole
- Milivoje Novakovič

1 gol
- Boštjan Cesar
- Robert Koren
- Dare Vršič

## Szkocja
4 gole
- Kris Boyd
- James McFadden

3 gole
- Kenny Miller

2 gole
- Garry O’Connor

1 gol
- Craig Beattie
- Gary Caldwell
- Christian Dailly
- Barry Ferguson
- Darren Fletcher
- Shaun Maloney
- Lee McCulloch
- Stephen McManus

## Szwecja
6 goli
- Marcus Allbäck

4 gole
- Johan Elmander

3 gole
- Kim Källström

2 gole
- Olof Mellberg
- Markus Rosenberg
- Anders Svensson
- Christian Wilhelmsson

1 gol
- Petter Hansson
- Fredrik Ljungberg

## Turcja
5 goli
- Hakan Şükür

3 gole
- Nihat Kahveci
- Tuncay Şanlı

2 gole
- Halil Altıntop
- Hamit Altıntop
- Tümer Metin
- Gökhan Ünal

1 gol
- Mehmet Aurélio
- Emre Belözoğlu
- Servet Çetin
- Gökdeniz Karadeniz
- Sabri Sarioġlu

## Ukraina
5 goli
- Andrij Szewczenko

4 gole
- Ołeh Husiew

2 gole
- Maksym Kałynyczenko

1 gol
- Wołodymyr Jezerski
- Ołeksandr Kucher
- Rusłan Rotań
- Andrij Rusoł
- Ołeh Szełajew
- Andrij Worobiej
- Andrij Woronin

## Walia
4 gole
- Jason Koumas

3 gole
- Craig Bellamy

2 gole
- Gareth Bale
- Robert Earnshaw

1 gol
- James Collins
- Simon Davies
- Freddy Eastwood
- Ryan Giggs
- Joe Ledley

Gole samobójcze
- Ján Ďurica
- Martin Jiránek

## Węgry
4 gole
- Zoltán Gera

1 gol
- Ákos Buzsáky
- Pál Dárdai
- Róbert Feczesin
- Szabolcs Huszti
- Tamás Priskin
- Sándor Torghelle
- Dániel Tőzsér

## Włochy
5 goli
- Luca Toni

3 gole
- Filippo Inzaghi

2 gole
- Antonio Di Natale
- Fabio Quagliarella

1 gol
- Mauro Camoranesi
- Giorgio Chiellini
- Daniele De Rossi
- Alberto Gilardino
- Fabio Grosso
- Massimo Oddo
- Christian Panucci
- Simone Perrotta
- Andrea Pirlo

Gol samobójczy
- Fróði Benjaminsen

## Wyspy Owcze
4 gole
- Rógvi Jacobsen